# Lielais Ķemeru tīrelis
Lielais Ķemeru tīrelis är en hed i Lettland.   Den ligger i Tukums kommun, i den västra delen av landet, 40 km väster om huvudstaden Riga.